# قفص نانوي
تشير الأقفاص النانوية غير العضوية (بالإنجليزية: Nanocage)‏ إلى جسيمات الذهب النانوية المسامية الجوفاء والمرتبة في أحجامٍ تتراوح من 10 إلى 150 نانومتراً. ويتم إنتاج مثل تلك الجسيمات بواسطة تفاعل جسيمات الفضة النانوية مع حمض كلوروذهبيك (بالإنجليزية: chloroauric acid)‏(4 Cl A H) في الماء المغلي. حيث أنه في حين امتصاص الجزيئات النانوية الذهبية للضوء في مطياف الضوء المرئي (عند 45 نانومتراً تقريباً)، تمتص الأقفاص النانوية الذهبية الضوء حينئذٍ في المستويات القريبة من الاشعة تحت الحمراء (بالإنجليزية: near-infrared)‏، حيث تمتص هناك الأنسجة الحيوية الكم الأقل من الضوء. ونتيجة أنها أيضاً متوافقةً ضوئياً، تمثل الأقفاص النانوية الذهبية مجالاً واعداً على سبيل أنها تمثل مادة تباينٍ في مجال التصوير الطبقي للتماسك البصري [[إنج|optical coherence tomography}}، والذي يستخدم التشتت الضوئي بطريقةٍ مشابهةٍ للموجات فوق الصوتية صورٍ حيويةٍ (في- الحيوية) للأنسجةٍ ذات دقة الوضوح التي تقارب الميكرومترات القليلة. وتكون مادة التباين مطلوبةً لو أن لهذا الأسلوب القدرة على تصوير الأورام السرطانية في مرحلةٍ مبكرةٍ والتي تُعَدُ مرحلة القابلية للعلاج. هذا وتمتص الأقفاص النانوية الذهبية الضوء ثم تسخن بعد ذلك، مما يؤدي إلأى أنها تقتل الخلايا السرطانينة المحيطة. كما وظفت مجموعة Xia، العاملة بجامعة واشنطن، والتي تمثل المخترع الأصلي للأقفاص النانوية، الأقفاص النانوية ذات الأجسام المضادة للسرطانات، ومن ثم استطاعوا ربط الأقفاص النانوية الذهبية بالخلايا السرطانية بصورةٍ خاصةٍ.